# كيدا خضور رمضان
كيدا خضر رمضان (بالألمانية: Kida Khodr Ramadan) هو ممثل ومخرج وكاتب ألماني من أصول لبنانية، وُلد في 8 أكتوبر 1976 في بيروت، لبنان. يُعرف بأدواره البارزة في الدراما الألمانية، وخاصة في مسلسل 4 كتل الذي نال شهرة واسعة في ألمانيا وخارجها.

## النشأة والخلفية
وُلد كيدا في العاصمة اللبنانية بيروت لعائلة تنتمي إلى الطائفة الشيعية، وانتقل مع عائلته إلى ألمانيا خلال الحرب الأهلية اللبنانية. نشأ في حي كرويتسبرغ في برلين، المعروف بتنوعه العرقي والثقافي، حيث بدأ مسيرته في مشهد الهيب هوب قبل أن يدخل مجال التمثيل.

## المسيرة الفنية
بدأ كيدا خضور رمضان التمثيل في أوائل الألفينات، وشارك في عدة أفلام ومسلسلات ألمانية. من أبرز أعماله:
- Alltag (2003) – فيلم درامي عن واقع الشباب المهاجرين في برلين.[3]
- Ummah – Unter Freunden (2013) – فيلم حول العلاقات بين الثقافات المختلفة في حي عربي بألمانيا.[4]
- في التلاشي (2017) – فيلم للمخرج فاتح أكين، شارك فيه بدور ثانوي.[5]
- حواري برلين (2018) – مسلسل من إنتاج نتفليكس.[6]
- 4 Blocks
- 4 ‑ كتل (2017–2019): بدور علي "طوني" حمادي، زعيم عصابة لبنانية في برلين.[7]
- 4 Blocks (2017–2019) – مسلسل درامي جسّد فيه شخصية "علي حمادي"، زعيم عصابة لبنانية في برلين.[8]
- رجل من بيروت (2019): بدور "مومو"، قاتل مأجور أعمى، إخراج كريستوف غامبل.
- رجل من بيروت (2019)

## الجوائز والتقدير
- حصل على جائزة Grimme-Preis عام 2018 عن دوره في مسلسل 4 Blocks.[9]
- نال إشادة واسعة من الصحافة الألمانية مثل Der Spiegel وFAZ على أدائه الواقعي والمؤثر.[10]

## مساهمات اجتماعية
يشارك رمضان في مشاريع اجتماعية وثقافية في برلين، تهدف إلى دعم الشباب المهاجرين وتوفير فرص التعبير الثقافي لهم، وخاصة في الأحياء المهمشة.

## في الإعلام
رغم شهرته في ألمانيا، لم يتم تسليط الضوء عليه بشكل موسع في وسائل الإعلام العربية، ولا توجد حتى لحظة إنشاء هذه المقالة ترجمة عربية كاملة لمسيرته.

## روابط خارجية
- صفحة كيدا خضور رمضان على IMDb
- صفحة ويكيبيديا الإنجليزية